# Polic
Polic – część wsi Osowce w Polsce, położona w województwie wielkopolskim, w powiecie konińskim, w gminie Kramsk. Należy do sołectwa Milin.
W latach 1975–1998 Polic administracyjnie należał do województwa konińskiego. W pobliżu płynie rzeka Sakłak.